# 미노스케오피스코부쿠로
미노스케 오피스 코부쿠로란 일본의 포크 듀오 코부쿠로가 소속 되어있는 사무소. 또한, 코부쿠로 이외에 이 사무소에 소속 되어 있는 탤런트, 아티스트는 없으며, 코부쿠로가 최초이자 마지막으로 소속 되어 있는 탤런트이다.

## 소재지
와카야마현 와카야마시 코자이카(小雑賀) 613-4

## 개요
- 사장은 사카타 미노스케(坂田美之助) (1954년 (쇼와 29년) 5월 6일 출생）
- 사카타 미노스케의 생년원일을 다시 나열하면 코부쿠로의 6번째 오리지널 앨범 타이틀인『5296』가 된다.
- 1998년 12월 망년회가 끝나고 집에 돌아가는 길에 노상 라이브를 하고 있는 코부쿠로에게 말을 건 것이 계기로, 다음 해, 코부쿠로의 재능에 푹 빠진 사카타 사장이 코부쿠로 두 명을 위한 사무소를 만든 것이 시작이다.
- 본래는 예능 사무소가 아닌, 게임 소프트 등을 팔고 있는 가게이다.
- 「와카야마의 카를로스 곤」으로 불린 적이 있다.
- 사무소가 와카야마현 안에 있기 때문에, 코부쿠로의 둘은 와카야마를『제2의 고향』이라고 부르고 있다. 그렇기 때문에, 매년 개최되는 라이브(팬 페스타)는 와카야마시 안에서 열린다. 이 라이브에는 전국각지에서 팬들이 방문한다. 또, 와카야마현은 코부쿠로가 데뷔하기 전부터 많은 라이브를 했던 곳이기도 하다.
- 켄온 그룹과 업무 제휴를 하고 있기 때문에 켄온 소속의 배우, 여배우의 출연 드라마의 주제가를 담당하는 경우가 많다.
- 2008년은 코부쿠로 결성 10주년 이었다. 이를 기념하여 2008년 팬 페스타는 지금까지 공연하던 와카야마 빅호엘에서 키미이데라 운동공원 육상 경기장으로 장소를 옮겨 열렸다. 관객수는 팬 페스타 과거 최고인 2만 2천명.
- 또, 2008년의『KOBUKURO LIVE TOUR '08 "5296"』에서는, 코부쿠로의 전국 투어에서는 처음으로 와카야마 빅호엘에서 개최되었다.
- 2012년에는 사카타 사장의 모교인 와카야마현립 히나타 중학교, 고등학교, 사이카자키 어시장, 와카야마 히가시공원에서 코부쿠로의 22번째 싱글 종이비행기의 프로모션 비디오를 촬영하였다.